# Білоусовка (Сакмарський район)
Білоу́совка (рос. Белоусовка) — село у складі Сакмарського району Оренбурзької області, Росія.

## Населення
Населення — 892 особи (2010; 869 у 2002).
Національний склад (станом на 2002 рік):
- росіяни — 55 %